# Josep Tolosa
Josep Tolosa i Carreras (Gérone, 20 novembre 1846 – Barcelone, 28 avril 1916) était un médecin, un joueur d'échecs, un problémiste et un auteur de livres sur les échecs catalan.
Il fut élève de Joan Carbó i Batlle et maître de Josep Paluzie i Lucena et de Valentí Marín i Llovet. Il était aussi membre des clubs du Café del Recreo et du Cafè Anglès.

## Articles
- Articles dans  Teoría y práctica del ajedrez, 1867
- Articles dans  La Ilustración, 1883
- Articles dans  Sportsmen's Club, 1904-1905

## Ouvrages
- Traité analytique du probleme d'échecs (Paris, 1892)
- Ruy López ,Barcelone, 1896-1899